# Puig de Codines
El Puig de Codines és una muntanya de 167,7 metres que es troba entre els municipis de Sant Pere de Ribes i d'Olivella, a la comarca del Garraf.